# Алабама (шлюп, 1862)
„Алабама“ (на английски: CSS Alabama) е винтов шлюп, построен във Великобритания за Конфедеративните щати по време на Гражданската война в САЩ.
Предназначен е за крайцерски операции против търговския флот на „северяните“. Построен е от фирмата Cammell Laird|John Laird Sons and Company по специална поръчка на Конфедерацията. Спуснат е на вода на 29 юли 1862 г. На 24 август е включен в състава на флота на Конфедерацията.

## История
През 1862 г. намиращият се в Англия капитан I ранг Рафаел Семс получава заповед да замине за Азорските острови, където да надзирава комплектоването на нов рейдер – построеният в Британия параход Enrica. Правителството на Великобритания, начело с лорд Палмерстън, не възпрепятства строежа му, въпреки преките протести на посланика на САЩ в Лондон.
Корабът Enrica, преименуван на CSS Alabama и има съдбата да бъде най-известния рейдер на Конфедерацията.
Новият крайцер на Конфедерацията има както ветрила, така и двуцилиндрова хоризонтална парна машина John Laird Sons and Company с мощност 300 к.с. (220 кВт), която задвижва месингов двулопастен винт на Грифитс.
| „              | През 1862 г. от беркенхедската корабостроителница е пуснат крайцер с името „Алабама“. Приписан към порт Мобил (Алабама), този крайцер става легендата на конфедеративния флот. И заедно с това, един от последните дървени бойни кораби. Маскиран като круизна яхта, крайцерът има уникални конструктивни особености – такива, като телескопичен комин (прибиращ се в корпуса за дезориентация на противника) и подемен механизъм на рулевото весло (за увеличаване на скоростта при плаване с платна). А на щурвала командирът на „Алабама“ Рафаел Семс начертава девиза: „Всеки от нас е ковач на собствената си съдба!“. Съдбата на крайцера „Алабама“ се оказва ярка и трагична. | “ |
| К. Е. Козубски | |   |

 Семс командва кораба от август 1862 г. до юни 1864 г. В хода на рейда корабът действа във водите на Атлантика, Мексиканския залив, а след това, заобикаляйки нос Добра Надежда, и при бреговете на Източна Индия.
В течение на почти двугодишно крайцерстване през 1862 – 1864 г. в Индийския и Атлантическия океан крайцера прехваща 68 северноамерикански съда (53 унищожени) и 1 военен кораб. На 11 януари 1863 г. в Мексиканския залив при Галвестън „Алабама“ потопява в артилерийски бой въоръженият параход на северняците „Хатерас“ USS Hatteras.
Връщайки се в Атлантика рейдерът, на 19 юни 1864 г., пристига за ремонт в Шербур, но се оказва затворен в залива от пристигналия шлюп USS Kearsarge.

## Последният бой на „Алабама“
Построеният през 1861 г. парен шлюп „Кирсардж“ има 1030 тона водоизместимост и е почти еднакъв по размери с „Алабама“. Артилерията му се състои от две 11-дюймови гладкостволни оръдия Далгрен, четири 32-фунтови и едно 28-фунтово нарезни. Машината му е 400 к.с., малко по-мощна, отколкото на противника. Екипажът на „Кирсардж“ се състои от 162 души под командването на капитан Джона Анкръм Уинслоу (на английски: John Ancrum Winslow). Капитан Семс решава да приеме боя. Нападките на северняците, които го наричат разбойник и страхливец, нападащ само беззащитни кораби, го дразнят. Тежкото, двугодишно плаване уморява и него, и екипажа на „Алабама“. Надеждата да увенчае своята блестяща кариера на корсар с ослепителна победа над янките, които ненавижда, привлича капитан Семс. Той вярва в своето щастие и изпраща на командира на „Кирсардж“ предизвикателство за двубой или, по-точно, молба да не бяга. На 19 юни „Алабама“ отплава от Шербург съпровождан от френската фрегата „La Couronne“, която следва да наблюдава за спазването на неутралитета на Франция от противниците, и английската частна яхта „Deerhound“.
Когато „Алабама“ излиза от териториалните води на Франция, фрегатата се връща обратно. „Кирсардж“ плава пред „Алабама“, докато не се отдалечава на разстояние 7 мили от брега. В единайсет сутринта той обръща курса и се насочва към „Алабама“, който първи открива огън от разстояние една миля. След това разстоянието намалява, и боя се води на 3½ и на 5 кабелтови. Двата съда описват циркулации, обстрелвайки се по десните бордове. Снарядите на „Алабама“, следствие на лошото качество на барута и взривателите, нанасят слаби вреди, но главното, неговият екипаж има по-лоша практика в стрелбата, отколкото екипажът на „Кирсардж“ и се състои от хора с различна националност, което пречи на взаимната им комуникация, докато командата на „Кирсардж“ е еднородна. Командирът на „Кирсардж“, след едночасов бой, се кани да се приближи за решителна атака, когато „Алабама“ прекратява огъня и, вдигайки кливера и поставяйки фор-трисел, се насочва към брега. Капитан Семс се опитва да го накрени, за да запуши пробойните по десния борд, но водата бързо залива огнищата. Последващата съпротива е безполезна, и „Алабама“ вдига белия флаг.
„Кирсардж“ не вижда веднага това и продължава да води огън, прекратявайки го едва тогава, когато „Алабама“ пуска своите лодки. Една от тях приближава „Кирсардж“ за формалното предаване в плен, на другата са натоварени ранените. След няколко минути „Алабама“ потъва, с кърмата напред. Яхтата „Deerhound“, след искане на разрешение от командира на „Кирсардж“ са спаси потъващите, изважда от водата капитан Семс и 40 души и поема с тях към Англия. „Кирсардж“, вероятно, следствие на трудности да спусне след боя своите лодки, се бави с помощта, но въпреки всичко, качва на борда си 70 души; няколко чоовека са спасени от лоцманските ботове. Удавят се 19 души. На „Алабама“ са убити 7 чоовека и 21 са ранени. На „Кирсардж“ е убит 1 и са ранени двама. За времето на боя „Алабама“ изстрелва 370 снаряда. От тях попадения в корпуса на „Кирсардж“ имат 14 и около 30 в неговия рангоут и такелаж. „Кирсардж“ изстрелва 173 снаряда, от които 40 в „Алабама“. Много добрите качества на 11-дюймовите снаряди на „Кирсардж“ са, повидимо, една от причините за неговата победа над знаменития крайцер, решителни фактори са опитът и дисциплината на патриотично настроения екипаж на „Кирсардж“, който се сражава не срещу заплащане, а за своята страна.
Раненият в боя Семс, не желаещ да предава шпагата си на врага, я хвърля в морето. Той и 41 члена от неговия екипаж са качени от английската яхта Deerhound, по този начин избягвайки плена.
По-късно Семс се лекува в Англия, където той и членовете на командата му стават герои. През същата 1864 г. (т.е. преди края на Гражданската война) в Севера, в Ню Йорк, са публикувани мемоарите на Р. Семс „The cruise of the Alabama and Sumter“. След оздравяването си бившият командир на рейдера благополучно достига бреговете на Конфедерацията, и през март 1865 г. е произведен в контраадмирал.

## Коментари
1. ↑  Префикс (от на английски: Confederate States Ship – Кораб на Конфедеративните щати).